# 霍格莫內

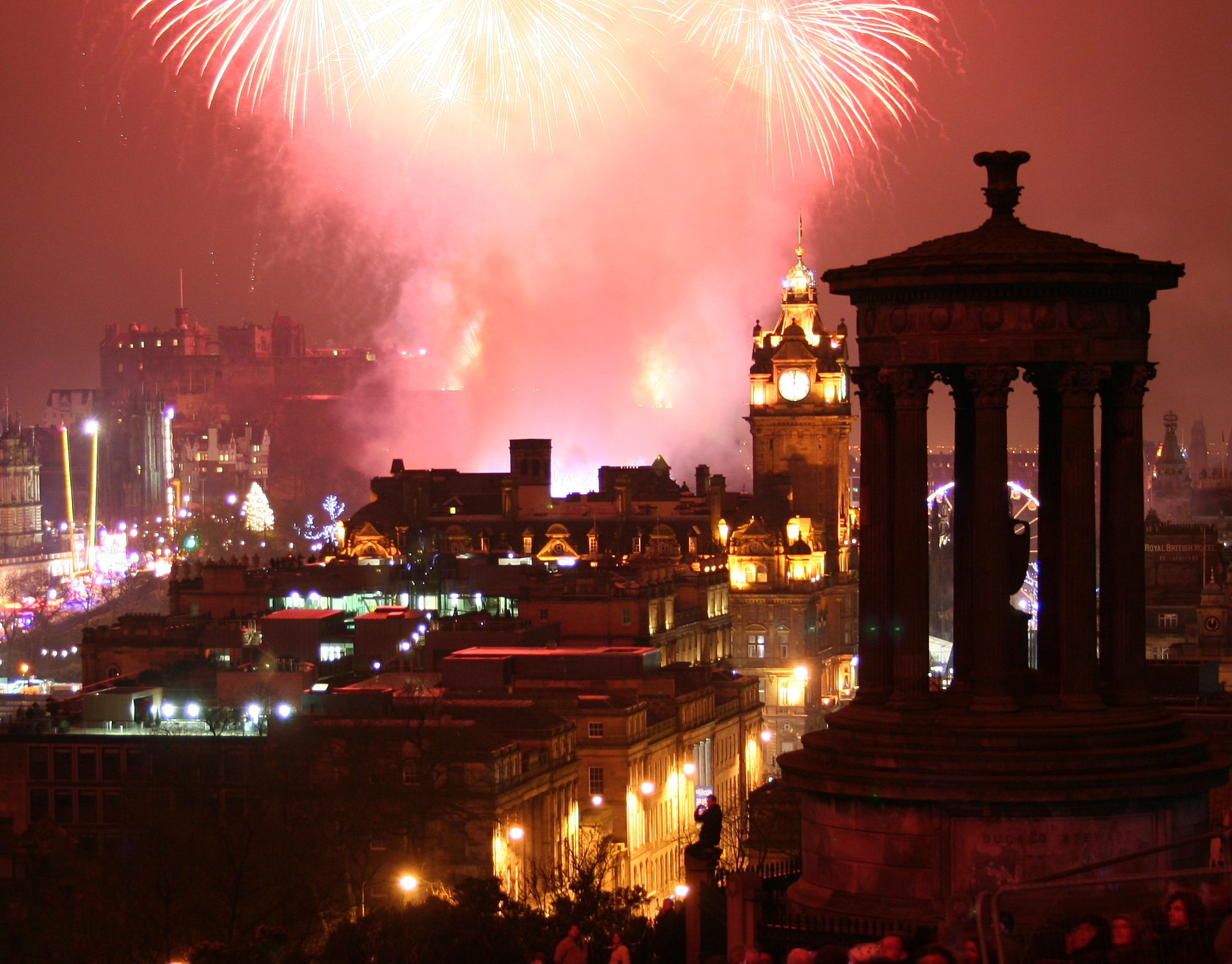
愛丁堡霍格莫內的焰火

霍格莫內（IPA：错误：{{IPA}}: 无法识别的语言标签：[ˌhɔɡməˈneː]）在低地蘇格蘭語是指新年之意。現在霍格莫內通常指蘇格蘭自每年除夕夜間至元旦的慶祝活動。霍格莫內一詞語源不明，一說認為系來自於法語，但也有說法認為系來自於北歐語言。現在蘇格蘭的愛丁堡和格拉斯哥這兩大都市在霍格莫內時都會舉辦大規模的慶祝活動。電視台更會對這些活動進行直播。而在蘇格蘭的其他地區也舉辦有當地獨自的慶祝活動。

## 拼写
Hogmanay目前是主要的拼写和发音方式，但也有其他变体的拼写和发音的记载：
- Hoghmanay
- Hagman(a)e
- Hagmonay
- Hagmonick
- Hanginay（罗克斯伯郡）
- Hangmanay
- Hogernoany（设得兰群岛）
- Hogminay/Hogmenay/Hogmynae
- Hoguemennay
- Huggeranohni（设得兰群岛）
- Hu(i)gmanay

## 外部連結
- Archived oral history interview on Stonehaven Fireball Hogmanay tradition
- Biggar Bonfire Web Site （页面存档备份，存于）
- Edinburgh's Hogmanay Official Web Site
- Handsel Day Page （页面存档备份，存于）
- Hogmanay.net （页面存档备份，存于）
- Official web site of the Stonehaven Fireballs Association
- Scottish Hogmanay Customs and Traditions （页面存档备份，存于）